# Marcus Claudius Marcellus

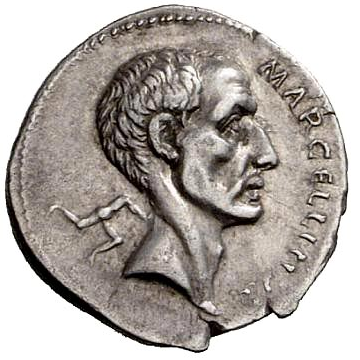
Denarius med Marcus Claudius Marcellus porträtt.

För andra betydelser, se Marcus Claudius Marcellus (olika betydelser).
Marcus Claudius Marcellus, född 268, död 208 f.Kr., var en romersk fältherre, som 212 f.Kr. erövrade Syrakusa på Sicilien under det andra puniska kriget.